# Maria Estela
Maria Estela de Oliveira (Borborema, 13 de abril de 1942 — São Paulo, 6 de julho de 2017) foi uma atriz, radioatriz, apresentadora e garota-propaganda brasileira.
Aposentada desde 2011, foi diagnosticada com Mieloma múltiplo em 2013. Estava internanda desde junho de 2017; quando morreu em julho do mesmo ano, aos 75 anos de idade.

## Filmografia

### Televisão
| Ano  | Título                       | Papel                 | Notas             |
| ---- | ---------------------------- | --------------------- | ----------------- |
| 1965 | O Caminho das Estrelas       | Célia                 | TV Excelsior      |
| 1966 | A Pequena Karen              | Kathlyn               | TV Excelsior      |
| 1967 | O Morro dos Ventos Uivantes  | Isabela               | TV Excelsior      |
| 1967 | O Tempo e o Vento            | Bibiana Terra Cambará | TV Excelsior      |
| 1968 | Ana                          | Ana                   | Rede Record       |
| 1968 | O Direito dos Filhos         | Eva                   | TV Excelsior      |
| 1969 | Algemas de Ouro              | Glória                | Rede Record       |
| 1970 | As Pupilas do Senhor Reitor  | Clara                 | Rede Record       |
| 1971 | Os Deuses Estão Mortos       | Quitéria              | Rede Record       |
| 1971 | Quarenta Anos Depois         | —                     | Rede Record       |
| 1971 | Sol Amarelo                  | Zilda                 | Rede Record       |
| 1972 | O Leopardo                   | Ângela                | Rede Record       |
| 1972 | Os Fidalgos da Casa Mourisca | Berta                 | Rede Record       |
| 1973 | Mulheres de Areia            | Arlete                | TV Tupi           |
| 1974 | Os Inocentes                 | Hortência             | TV Tupi           |
| 1975 | Meu Rico Português           | Ofélia                | TV Tupi           |
| 1975 | Um Dia, o Amor               | Marília               | TV Tupi           |
| 1978 | Aritana                      | Inês                  | TV Tupi           |
| 1978 | Roda de Fogo                 | Jane                  | TV Tupi           |
| 1980 | Pé de Vento                  | Gisele                | Rede Bandeirantes |
| 1981 | Os Imigrantes                | Isabel                | Rede Bandeirantes |
| 1982 | A Leoa                       | Alice                 | SBT               |
| 1982 | Campeão                      | Alexandra             | Rede Bandeirantes |
| 1983 | Vida Roubada                 | Virgínia              | SBT               |
| 1990 | Boca do Lixo                 | Carminha              | Rede Globo        |
| 1990 | Meu Bem, Meu Mal             | Gisela                | Rede Globo        |
| 1992 | Despedida de Solteiro        | Inês                  | Rede Globo        |
| 1994 | Éramos Seis                  | Layla                 | SBT               |
| 1997 | Canoa do Bagre               | Juliete               | Rede Record       |
| 1997 | Chiquititas                  | Emília                | SBT               |
| 2000 | Marcas da Paixão             | Simone Mello Pontes   | Rede Record       |
| 2001 | Pícara Sonhadora             | Marcelina Rockfield   | SBT               |
| 2001 | O Direito de Nascer          | Augusta               | SBT               |
| 2002 | Marisol                      | Andréa                | SBT               |
| 2004 | Esmeralda                    | Irmã Piedade          | SBT               |
| 2006 | Pé na Jaca                   | Irina Botelho Bulhões | Rede Globo        |
| 2009 | Vende-se um Véu de Noiva     | Cora Baronese         | SBT               |
| 2010 | Passione                     | Carminha              | Rede Globo        |